# Kanwal Singh Bakshi
Kanwaljit Singh Bakshi (nascut a Delhi, Índia) és un polític neozelandès i diputat de la Cambra de Representants de Nova Zelanda des de les eleccions de 2008. És membre del Partit Nacional; és el primer diputat sikh i el primer diputat amb nacionalitat índia a Nova Zelanda.

## Inicis
El 2001 Bakshi i la seva família van immigrar a Nova Zelanda. Bakshi va estudiar a la Universitat de Delhi i té més de vint anys d'experiència en el món dels negocis.

## Diputat
| Parlament de Nova Zelanda |      |                |        |          |
| Anys                      | Leg. | Circumscripció | Llista | Partit   |
| 2008-2011                 | 49   | Llista         | 38     | Nacional |
| 2011-actualitat           | 50   | Llista         | 35     | Nacional |

Bakshi és un diputat de llista des de les eleccions de 2008, al no guanyar mai en la seva circumscripció electoral de Manukau East. El 2008 va quedar segon en aquesta circumscripció al rebre el 18,42% del vot darrere de Ross Robertson del Partit Laborista amb el 66,08%.
En les eleccions de 2011 de nou quedà en segon lloc per darrere de Robertson. En aquestes eleccions Bakshi va rebre el 14,16% del vot i Robertson el 77,11%.

## Vida personal
Bakshi està casat amb Irvinder Kaur i tenen dos fills.